# 964
Раннє Середньовіччя •  Епоха вікінгів •  Золота доба ісламу •  Реконкіста

## Геополітична ситуація
Василевсом Візантії був Никифор II Фока. Оттон I Великий правив у Священній Римській імперії.
Західним Франкським королівством правив, принаймні формально, Лотар.
Апеннінський півострів розділений між численними державами: північ належить Священній Римській імперії, середню частину займає Папська область, на південь від Римської області лежать невеликі незалежні герцогства, деякі області на півночі та на півдні належать Візантії, інші окупували сарацини. Південь Піренейського півострова займає Кордовський халіфат, у якому править Аль-Хакам II. Північну частину півострова займають королівство Астурія і королівство Галісія та королівство Леон, де править Санчо I.
Королівство Англія очолює Едгар Мирний.
У Київській Русі почалося правління Святослава Ігоровича. У Польщі править Мешко I, Перше Болгарське царство очолює цар Петро I, Богемія, Моравія, у Хорватії король Михайло Крешимир II. Великим князем мадярів був Такшонь.
Аббасидський халіфат очолює аль-Муті, в Іфрикії владу утримують Фатіміди, в Середній Азії — Саманіди. У Китаї розпочалося правління династії Сун. Значними державами Індії є Пала, держава Раштракутів, Пратіхара, Чола. В Японії триває період Хей'ан. На північ від Каспійського та Азовського морів існує Хозарський каганат.

## Події
- Початок самостійного княжіння Святослава Ігоровича в Київській Русі.
- Київський князь Святослав Ігорович здійснив свій перший похід — на землі слов'янського племені в'ятичів.
- Візантійський василевс Никифор II Фока розпочав кампанію з відвоювання Сілікії в арабів.
- Никифор II Фока заборонив утворення нових монастирів у Візантії.
- Убито Папу Римського Івана XII. Римський синод обрав новим Папою Бенедикта V на противагу Левові VIII, однак імператор Священної Римської імперії Оттон I Великий скинув Бенедикта і повернув тіару Левові.